# Dovadola
Dovadola is een gemeente in de Italiaanse provincie Forlì-Cesena (regio Emilia-Romagna) en telt 1691 inwoners (31-12-2004). De oppervlakte bedraagt 38,8 km², de bevolkingsdichtheid is 42 inwoners per km².

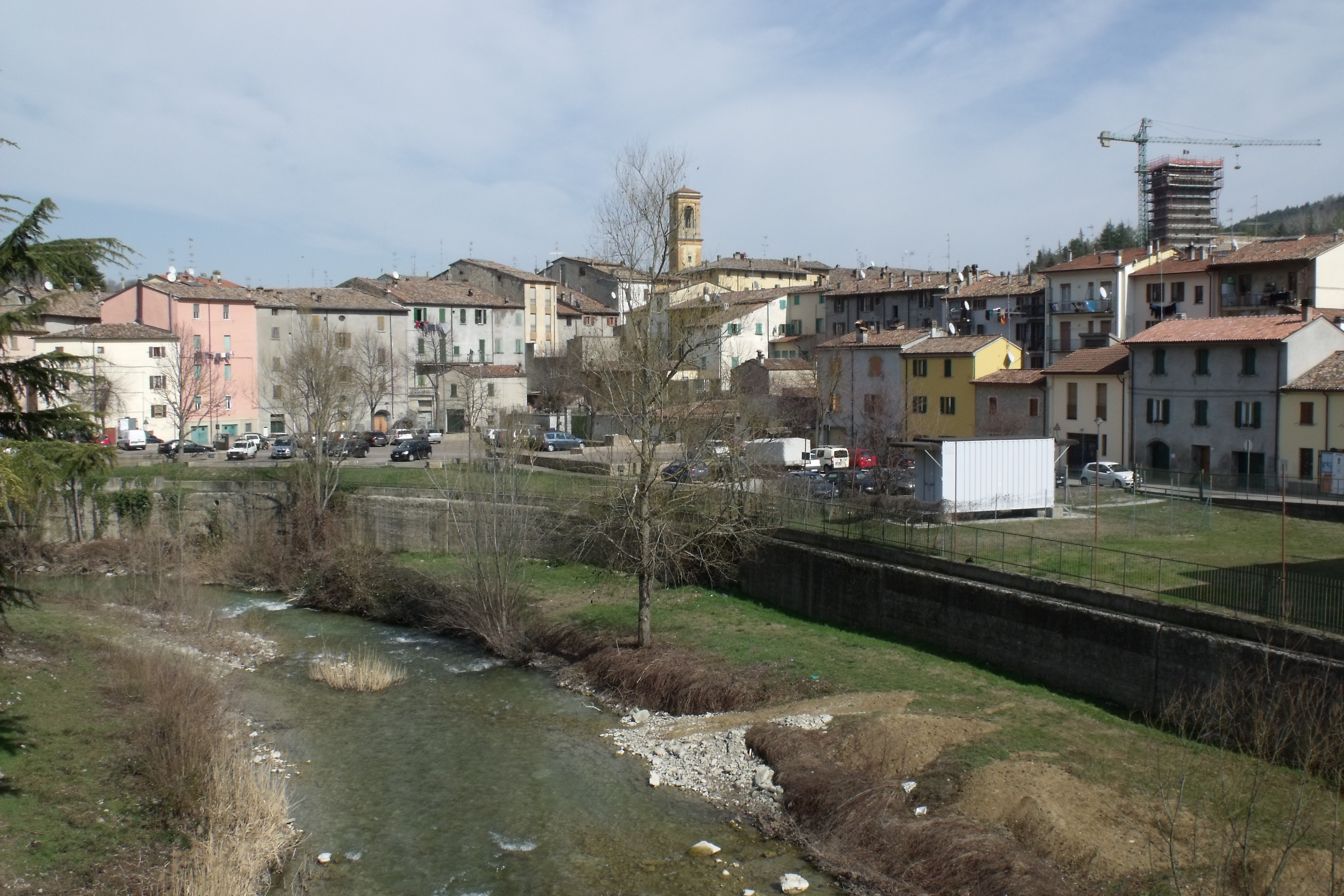
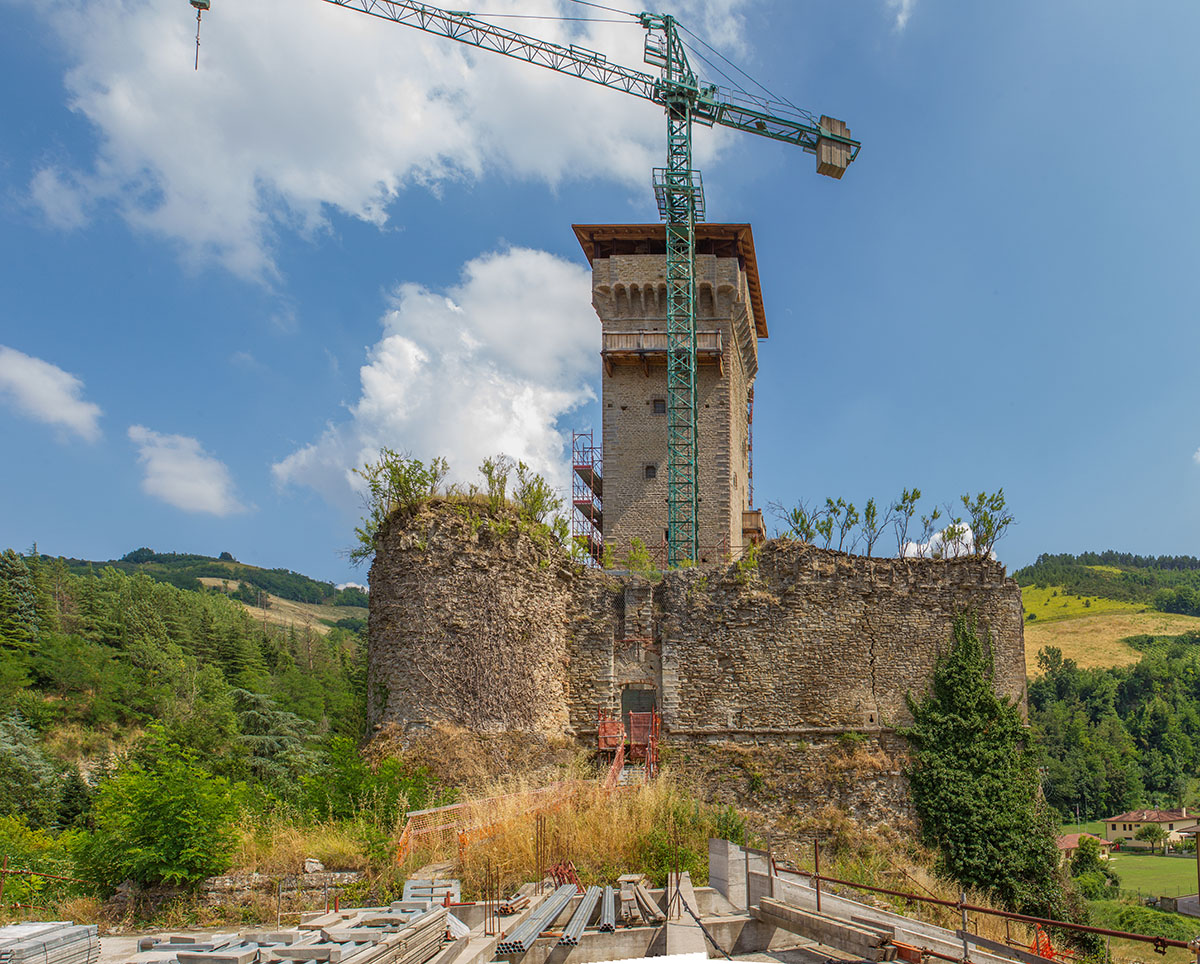

## Demografie
Dovadola telt ongeveer 692 huishoudens. Het aantal inwoners steeg in de periode 1991-2001 met 1,3% volgens cijfers uit de tienjaarlijkse volkstellingen van ISTAT.
| Jaar | Inwoneraantal |
| ---- | ------------- |
| 1991 | 1563          |
| 2001 | 1583          |

## Geografie
Dovadola grenst aan de volgende gemeenten: Castrocaro Terme e Terra del Sole, Modigliana, Predappio, Rocca San Casciano.
Bagno di Romagna · Bertinoro · Borghi · Castrocaro Terme e Terra del Sole · Cesena · Cesenatico · Civitella di Romagna · Dovadola · Forlimpopoli · Forlì · Galeata · Gambettola · Gatteo · Longiano · Meldola · Mercato Saraceno · Modigliana · Montiano · Portico e San Benedetto · Predappio · Premilcuore · Rocca San Casciano · Roncofreddo · San Mauro Pascoli · Santa Sofia · Sarsina · Savignano sul Rubicone · Sogliano al Rubicone · Tredozio · Verghereto
- MusicBrainz: 1fd495db-c801-48bd-9afa-484776e8c95b
- Virtual International Authority File: 246982232

1. ↑  https://demo.istat.it/?l=it.